# Hemiliostraca
Hemiliostraca is een geslacht van weekdieren uit de klasse van de Gastropoda (slakken).

## Soorten
- Hemiliostraca acanthyllis (Watson, 1883)
- Hemiliostraca auricincta (Abbott, 1958)
- Hemiliostraca bahamondei Rehder, 1980
- Hemiliostraca clarimaculosa (Raines, 2003)
- Hemiliostraca conspurcata (A. Adams, 1864)
- Hemiliostraca delicata (Pilsbry, 1918)
- Hemiliostraca diauges (Tomlin & Shackleford, 1915)
- Hemiliostraca elegantissima (de Folin, 1867)
- Hemiliostraca fasciata Matsuda, Uyeno & Nagasawa, 2013
- Hemiliostraca irafca (Bartsch, 1915)
- Hemiliostraca joshuana (Gatliff & Gabriel, 1910)
- Hemiliostraca metcalfei (A. Adams, 1853)
- Hemiliostraca montrouzieri (Souverbie, 1872)
- Hemiliostraca ophiarachnicola Matsuda, Uyeno & Nagasawa, 2013
- Hemiliostraca peasei (Tryon, 1886)
- Hemiliostraca samoensis (Crosse, 1867)
- Hemiliostraca sloani Warén, 1980
- Hemiliostraca sobrina (Laseron, 1955)
- Hemiliostraca vittata (Laseron, 1955)
- Hemiliostraca waltersi (Laseron, 1955)